# Pendelschlichtung
Die Pendelschlichtung ist ein Verfahren zur Schlichtung eines Konfliktes, welches in Großbritannien und den Vereinigten Staaten insbesondere bei Lohnverhandlungen verbreitet ist. Dabei senden beide Streitparteien dem Schlichter einen Lösungsvorschlag, worauf dieser sich verbindlich für einen davon entscheidet.
Pendelschlichtungen werden zumeist aufgrund einer vorherigen, vertraglichen Vereinbarung einberufen, genauso wie andere Schiedsgerichte. Da die Gewinne und Verluste der Streitparteien vom unbekannten Verhalten des jeweiligen Gegners abhängig sind, kann die Pendelschlichtung wie das Gefangenendilemma spieltheoretisch analysiert werden.

## Prinzip
Beide Parteien senden dem Schlichter einen geheimen und verbindlichen Lösungsvorschlag. Der Schlichter erstellt vorher, aufgrund der Sachlage, selbst einen annehmbaren Lösungsvorschlag. Der Schlichter wählt dann jenen Vorschlag, der seinem eigenen Vorschlag am nächsten liegt. Dieser wird dann als verbindliche Übereinkunft festgelegt. Dies geschieht, ohne dabei einen Mittelwert zu bilden oder Kompromissmöglichkeiten anzubieten. Ebenso finden keine Verhandlungen statt. Dem Schlichter ist es untersagt, die eingereichten Vorschläge in irgendeiner Weise abzuändern.
Beispiel:
1. Der Schlichter legt einen annehmbaren Wert fest, zum Beispiel 3000 Euro Schadensersatz, und hält ihn geheim.
2. Partei A denkt sich ein Angebot aus, zum Beispiel 2000 Euro Schadensersatz, und übermittelt diesen Vorschlag dem Schlichter. B erhält keinen Einblick darin.
3. Partei B überlegt ebenfalls ein Angebot, zum Beispiel 5000 Euro Schadensersatz, und übermittelt diesen Vorschlag ebenfalls dem Schlichter, ohne dass A vom Inhalt erfährt.
4. Der Schlichter hat nun drei Lösungsvorschläge: 2000 und 5000 Euro Schadensersatz sowie seinen eigenen Vorschlag. Er wählt denjenigen Wert, der seiner eigenen Lösung am nächsten kommt. Dieser Lösungsvorschlag gilt dann als definitiver Schlichtungsspruch.

### Varianten
In einem alternativen Verfahren verzichtet der Schlichter auf einen eigenen Lösungsvorschlag. Er entscheidet sich dann lediglich für den Lösungsvorschlag, der aus seiner Sicht der vernünftigste ist. Allerdings besteht dabei die Möglichkeit, dass ein Lösungsvorschlag gewählt wird, der eigentlich vom „neutralen“ Urteil weiter entfernt liegen könnte.
In einer weiteren Alternative kann das Verfahren offen gestaltet werden: Beide Parteien müssen ihre definitiven Vorschläge sowohl dem Schlichter als auch der Gegenpartei mitteilen, und beide Parteien erhalten die Gelegenheit, zu Handen des Schlichters und der jeweiligen Gegenpartei den Vorschlag zu kommentieren. Dies entspricht im Wesentlichen der seit 1974 existierenden Pendelschlichtung bei den Major-League-Baseball-Lohnverhandlungen.

## Vorteile
- Der hauptsächliche Vorteil der Pendelschlichtung liegt darin, dass das Verfahren eine gewisse Unsicherheit erzeugt – denn A und B besitzen, im Gegensatz zu einer (gerichtlichen) Verhandlung, keine Informationen über die Haltung und den Vorschlag der Gegenpartei. Je größer der tatsächliche Abstand zwischen den Vorschlägen, desto größer ist die Unsicherheit und somit die Gefahr, dass das Urteil unfair ausfallen könnte – in einem krassen Beispiel könnten beide Parteien voneinander mehrere Millionen Euro fordern. Da diese Unsicherheit beiden Parteien schadet, haben sie im Fall einer drohenden Pendelschlichtung ein hohes Interesse daran, sich vorher in einer Verhandlung gütlich zu einigen, oder sich wenigstens in ihren Positionen anzunähern.[3]
- In einer gewöhnlichen Verhandlung neigen die Konfliktparteien dazu, hohe Forderungen zu stellen, um ihr Gegenüber oder den Mediator zu beeinflussen (siehe Ankereffekt). Lässt man Streitwert-basierte Gerichtskosten und Honorare außer Betracht, ist eine hohe Forderung auch deshalb gefahrlos, weil der Richter die Forderungen von sich aus auf ein „vernünftiges“ Maß reduzieren wird. In einer Pendelschlichtung berücksichtigt (im Idealfall) jede Konfliktpartei die Interessen seines Gegners und wird die Forderungen konservativ festlegen.
- Ein weiterer Vorteil ist das schlanke Verfahren, da im einfachsten Fall beide Konfliktparteien je einen Vorschlag erarbeiten und einreichen, und dies ohne langwierige Verhandlungen und Darlegung von Beweismitteln. Da die Lösungsvorschläge und der Entscheid des Schlichters definitiv sind, wird das Verfahren ebenso verkürzt.

## Nachteile
- Durch das Fehlen einer formellen Verhandlung beziehungsweise einer Beweispräsentation gewinnt der Schlichter kein vollständiges Bild des Konfliktes. Dies wäre aber sinnvoll, insbesondere wenn der Schlichter noch vor dem Eintreffen der beiden Lösungsvorschläge sein eigenes, „faires“ Urteil bilden soll.
- Es liegt in der Natur der Pendelschlichtung, dass der Schlichterspruch definitiv ist. Etwaige Verfahrensfehler können nicht an eine höhere Instanz weiter gezogen werden.

## Geschichte
Marvin Miller (1917–2012) war von 1966 bis 1982 als Direktor der Major Baseball League Players Association (MLBPA) tätig und war in wesentlicher Hinsicht in den Lohnverhandlungen der Spieler involviert. Er gilt als treibende Kraft hinter der Einführung der Pendelschlichtung im amerikanischen Baseballsport, weswegen das Verfahren auch baseball arbitration genannt wird. Die Ursprünge der Pendelschlichtung gehen allerdings weiter zurück, nämlich auf den Wirtschaftsprofessoren Carl M. Stevens vom Reed College in Portland, Oregon. Während seiner Arbeit bei der International Labor Organisation in Genf versuchte er einen Prozess zu entwerfen, welcher effizient Arbeitskonflikte lösen sollte. Im Jahr 1966 veröffentlichte er seine Idee in einem Artikel namens „Is Compulsory Arbitration Compatible with Bargaining?“ in der Zeitschrift Industrial Relations.
In Chile wurde im Jahr 1979 mit einem Gesetz die Pendelschlichtung als normaler Bestandteil der kollektiven Lohnverhandlungen eingeführt.